# Rainer Thümmel
Rainer Thümmel (* 10. Juni 1940 in Dresden) ist ein deutscher Experte für Kirchenglocken. Er war Glockenbeauftragter der Evangelisch-Lutherischen Landeskirche Sachsen.

## Leben und Werk
Rainer Thümmel studierte an der Bergakademie Freiberg und wurde 1979 ebenda promoviert. Danach war er zunächst im Bereich Forschung und Technik in der Industrie tätig. 1985 wechselte er in den Dienst der Evangelisch-Lutherischen Landeskirche Sachsen. Unter seiner Leitung wurde der Glockenbestand in Sachsen inventarisiert und dokumentiert. In Anerkennung dieser Arbeit wurde er 1997 von der Sächsischen Landeskirche zum Sachverständigen für Geläute und Turmuhren bestellt. 1999 wurde er in den Beratungsausschuss für das Deutsche Glockenwesen gewählt.
Thümmel wirkt aktuell weiter als ehrenamtlicher Glockensachverständiger und Vorsitzender des Vereins Freundeskreis Dresdner Synagoge e. V. Er beschäftigte sich mit der Geschichte der Glockengießerei in Sachsen und beriet auf Basis seiner Kenntnisse Kirchengemeinden bei der Instandhaltung und Sanierung von Turm- und Kirchenglocken. Er ist Autor des Werkes Glocken in Sachsen. Klang zwischen Himmel und Erde.
Thümmel nahm auch und vor allem mit Bezug auf die Sichtweise Jüdischer Gemeinden zur Frage der Möglichkeit des Verbleibens sogenannter „Hakenkreuzglocken“ – das sind zwischen 1933 und 1939 gegossene Glocken, in deren Zier ein Hakenkreuz integriert wurde – in Kirchtürmen Stellung: „Ob man sich von Glocken trennen sollte, auf denen »Großdeutsches Reich« steht, ist fraglich, es hieß ab 1938 so. Hakenkreuze halte ich für untragbar. Glocken mit Hakenkreuz in der Zier kann man nur aussondern, aber nicht abschleifen. Diese Glocken sollten aufbewahrt werden, mit distanzierenden Hinweisen, dass das damals ein Irrweg war.“

## Veröffentlichungen
- Glockenguss in Sachsen. (PDF) 2011, abgerufen am 19. Februar 2020.
- mit anderen: Die Glocken der Frauenkirche Dresden. Festschrift anlässlich ihrer Weihe am 4. Mai 2003. 2003.
- Walter Tharan (Autor), Rainer Thümmel (und andere als Mitwirkende): Rettung eines Baudenkmals: Die Stadtkirche St. Nicolai zu Zerbst. Harry Ziethen, 2010, ISBN 978-3-932090-84-4.
- Luthers Glocken in Rom: Das Schilling-Geläut der Ev.-Luth. Christuskirche. arte factum, 2010, ISBN 978-3-938560-15-0.
- Evangelisch-Lutherisches Landeskirchenamt Sachsens (Hrsg.): Glocken in Sachsen – Klang zwischen Himmel und Erde. 2. aktualisierte und ergänzte Auflage. Evangelische Verlagsanstalt, Leipzig 2015, ISBN 978-3-374-02871-9.
- mit Roy Kreß, Christian Schumann: Als die Glocken ins Feld zogen …: Die Vernichtung sächsischer Bronzeglocken im Ersten Weltkrieg. Evangelische Verlagsanstalt, 2017, ISBN 978-3-374-05203-5.
- mit Klaus-Peter Meißner: Glocken und Turmuhren in Radebeul: Klänge, die das Leben begleiten. Große Kreisstadt Radebeul, Radebeul 2017, ISBN 978-3-938460-18-4.